# Cacodémon

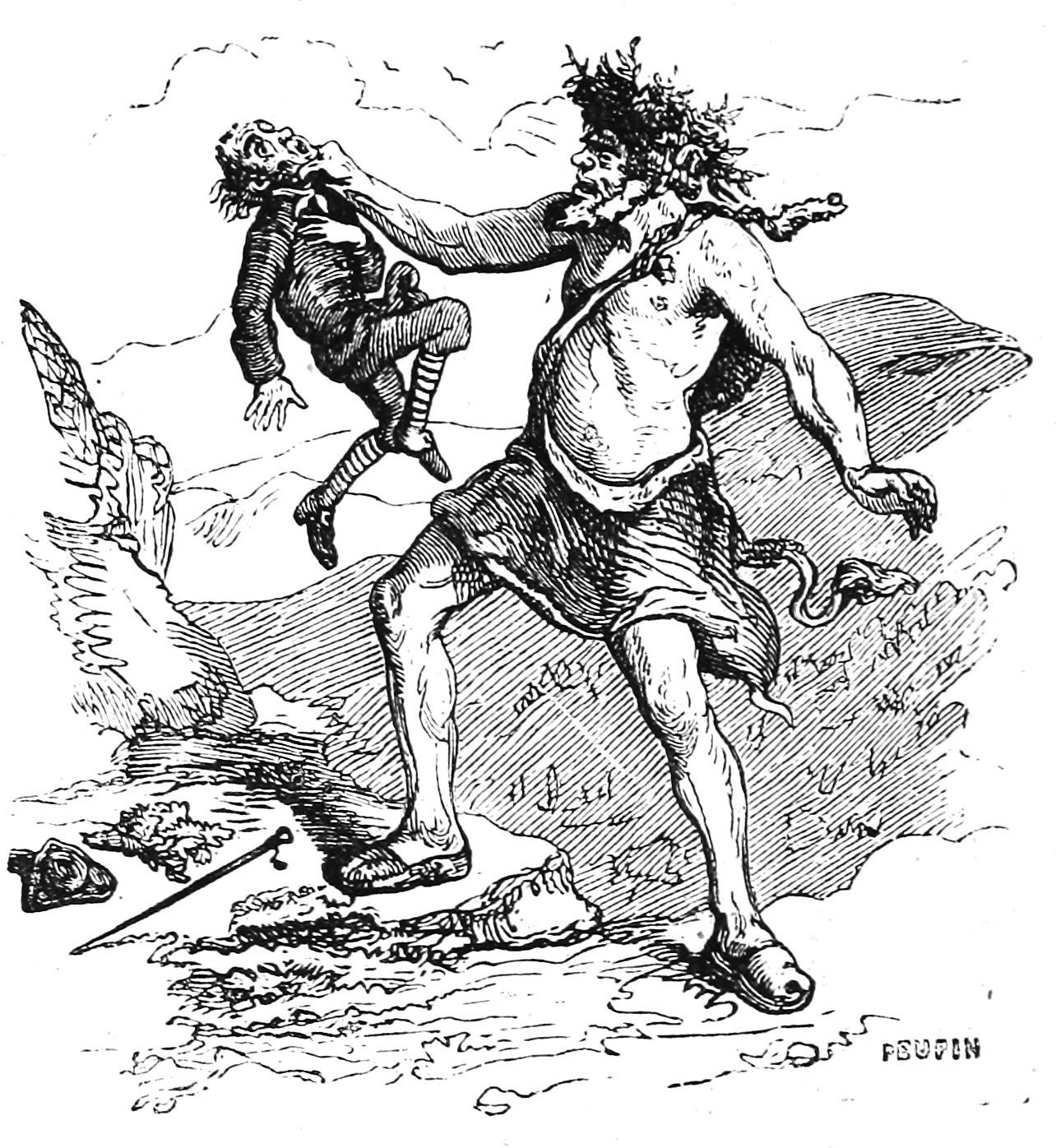
Cacodémon illustré par Louis Le Breton pour le Dictionnaire infernal.

Cacodémon est un terme d'origine grecque désignant un mauvais démon. Ce terme, dont la racine caco de ce mot se trouve également dans cacophonie, ne se trouve plus dans les dictionnaires modernes. En Normandie, on dit/disait malécauntaunt. Leurs opposés sont les Agathodémons.